# 佩特拉阿拉伯
阿拉比亞（拉丁語：Arabia Petraea，佩特拉阿拉伯）是羅馬帝國的一个边界行省，它创建於2世紀，其範圍約是今中東的約旦全境、敘利亞南部、西奈半島和今天的沙特阿拉伯的西北部，其首都为佩特拉。它北部是叙利亚，其西部是猶太省和埃及。
106年，圖拉真消灭了納巴泰王國，為了統治該地，特地於此設置行省。与其它一些圖拉真设立的罗马行省如亚美尼亚、美索不达米亚和亚述不同的是阿拉比亞在图拉真死后依然是一个比较稳定的罗马行省。阿拉比亞的沙漠边境被称为阿拉比亞边墙。在罗马历史上没有任何一个篡位者或皇帝来自阿拉比亞。（阿拉伯的菲利普虽然是阿拉伯人，他出生的城市本来属于叙利亚，是在193年和225年之间被分划给阿拉比亞的。菲利普是204年出生的。）阿拉比亞是一个边境省份，在其沙漠中有游牧的萨拉森人生活。它的东部是安息。
阿拉比亞曾被萨珊波斯和巴尔米拉王国攻击、占领。但是不像罗马帝国的其它边界行省，如日耳曼和北非，它没有持续地受到入侵，它也缺乏其它希腊化的东部行省的文化特征。

## 地理
阿拉比亞的地理形态相当多样，包括比较肥沃的摩押高原，这里的年降雨量达到200毫米，在其最南端是佩特拉和布斯拉，它们是阿拉比亞的政治中心。与此相对，西奈半岛和內蓋夫等地非常干燥。此外阿拉比亞还包括红海北岸的荒芜地区，且在阿拉比亞到处都有岩石山地。

## 大城市
阿拉比亞大多数地区人烟稀少，其城市主要位于北部约旦河畔。唯一的大港口是亞喀巴，位于红海的亚喀巴海湾的端部。关于阿拉比亞的省会有一些争议。有人认为靠近叙利亚的布斯拉是其唯一省会，也有人认为佩特拉与布斯拉同为省会。佩特拉是第三昔兰尼加军团的驻地，阿拉比亞的总督在佩特拉与亚喀巴可能均待相当长的时间，在两地均发布命令。阿拉比亞被吞并后，图拉真宣布亚喀巴为其省会。后来哈德良登基后，他曾在佩特拉进行过同样的仪式。

## 征服
在罗马帝国占据阿拉比亞之前，当地受奈伯特王国的最后一代国王拉贝尔二世统治。拉贝尔二世从70年开始统治，至到106年逝世。他死后第三昔兰尼加军团从埃及出发，向北占领佩特拉。与此同时第六铁臂军团从叙利亚出发，向南占据布斯拉。占据奈伯特的原因可以说是出于必须。图拉真在进入底格里斯河域和最后进驻美索不达米亚前需要巩固这个后方地区的形势。在罗马帝国占据奈伯特之前没有任何前兆迹象。拉贝尔本人有一个名叫奥多巴斯的合法继承人。整个占领过程中也没有发生许多战斗，也没有什么大的功绩。不过占据奈伯特还是导致当地人对罗马帝国的反感。只有奈伯特国王卫队进行了一些抵抗。占据后不久原来奈伯特的军队就被编入罗马的辅助军队了。
一直到新图拉真大道建成后图拉真才正式公布占据阿拉比亞。这条大道连接埃及与美索不达米亚，通过布斯拉、佩特拉和亚喀巴。直到这条道路完成后图拉真才发行前面有他的胸像，背面刻有一头骆驼的银币来纪念对阿拉比亞的征服。直到115年有这样的银币铸成。此后罗马帝国的注意力转向更东边的形势。从帝国的角度来看亚喀巴并非一个重要港口。图拉真虽然没有将佩特拉设为省会，但是授予它都市的地位来表明这座城市的重要性。他的继承人哈德良觉得佩特拉比布斯拉更古老、更庄严。

## 罗马化
罗马征服后希腊语成为官方语言。这是帝国东部省份的标准。不过相对于其相邻省份来说阿拉比亞希腊化的程度比较小。在罗马政府前希腊语的使用也比较少。罗马征服后希腊语在民间和官方普及均比较快，将过去当地的语言排挤了。这一点可以从当地的碑文看出。拉丁语在阿拉比亞的使用比较少。

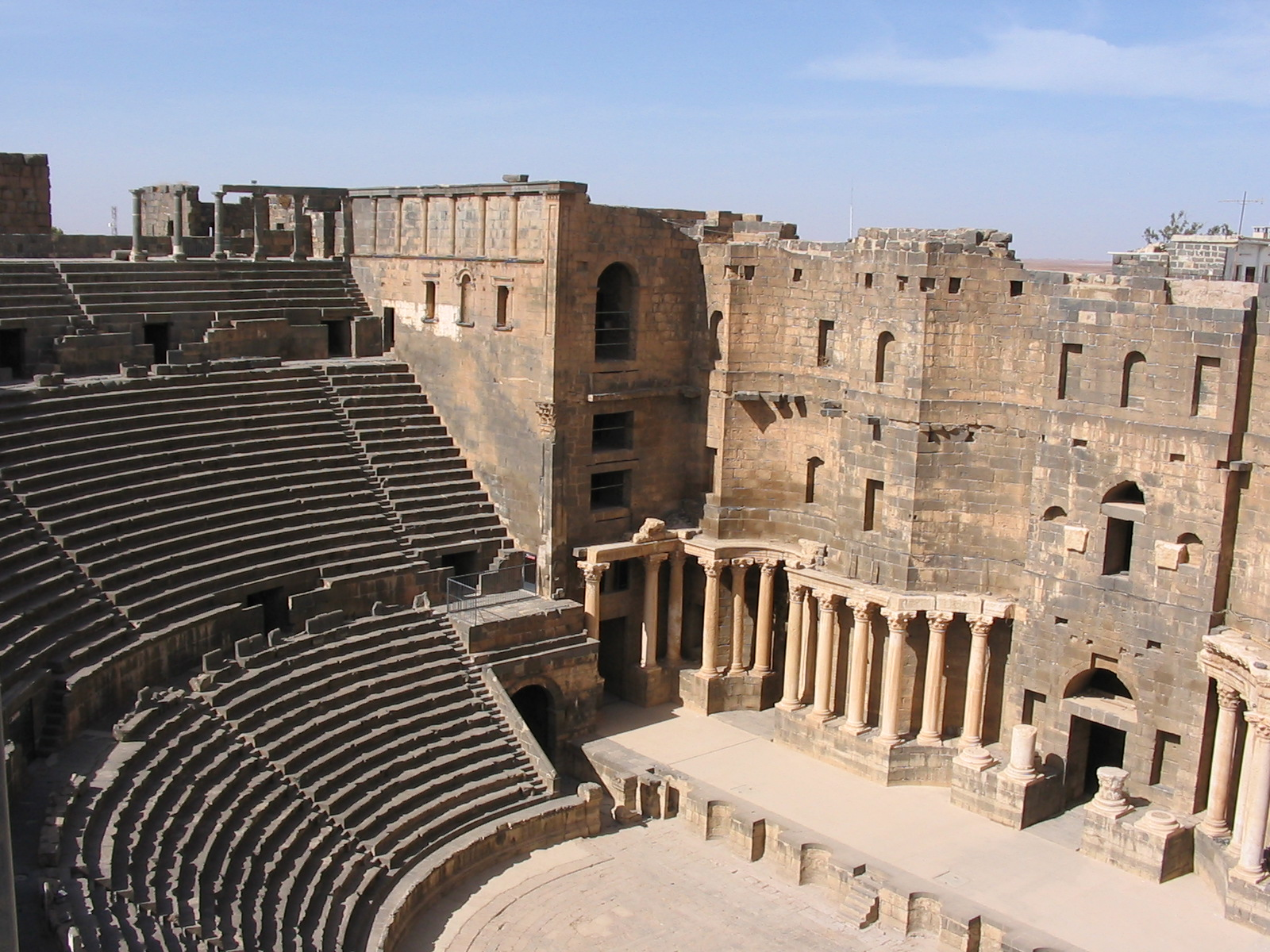
布斯拉

亚历山大大帝征服阿拉比亞后对当地没有进行强行的希腊化，所以当地人主要说亚拉姆语和奈伯特语，而不是希腊语。但是在罗马统治期间罗马帝国不仅引入了典型的罗马特征如公共劳作和对军队的地位的提高。罗马帝国也引入了希腊文化和希腊社会价值。阿拉比亞对这个新文化的吸收如此彻底以至于过去的语言几乎完全消失。在罗马统治期间只有少数碑文是奈伯特语的。而亚拉姆语只在当地的犹太人社群中被使用。此外还有黎巴嫩的马龙派教徒至今使用亚拉姆语。

## 影响
卡修斯发起对馬爾庫斯·奧列里烏斯皇帝的叛乱时阿拉比亞没有支持他。许多历史学家忽视了这一点，可能他们觉得阿拉比亞缺乏叙利亚那样的政治力量和财富。193年尼格尔自称皇帝时，也没有获得阿拉比亞的支持。
塞维鲁上台后，作为对参加叛乱的惩罚，他剥夺了叙利亚城市安条克的都市地位，而驻扎在阿拉比亞的第三军团则被标榜。阿拉比亞的总督可以保持其职位作为他的衷心的报酬。叙利亚行省被分为两半。阿拉比亞获得了大马士革南部的丘陵地区，这里也是阿拉伯的菲利普的出生地。
塞维鲁将本来就已经相当大的阿拉比亞行省更加扩大了，此后他通过攻占美索不达米亚继续扩大罗马帝国。扩大阿拉比亞可能是塞维鲁在进攻美索不达米亚前进一步稳定这里地区的局势的一系列政治部署之一。阿拉比亞成为塞维鲁在罗马近东的意识形态中心。为了削弱和平定一再成为叛乱发源地的叙利亚行省的力量，塞维鲁一共实行了三个步骤：第一步是将叙利亚分为两半。第二步是缩小叙利亚的范围，扩大阿拉比亞的领域。第三步是与朱莉娅·多姆娜的婚姻。
阿拉比亞成为对塞维鲁和帝国衷心的象征，以至于阿尔拜努斯在高卢叛乱时散发谣言说第三军团也叛乱了。甚至在法国有人通过造谣说一个偏远行省的军团叛变来动摇人心，足以看出这个当时人烟稀少、缺乏资源、不拥有战略地位的行省的象征性意义。它成为了罗马文化的一块基石。即使它属于的是东罗马文化也依然不失在西罗马的影响。
戴克里先284年至305年重新组织帝国时阿拉比亞又被扩大，它包括了今天的以色列。7世纪这个行省被哈里发奥马尔一世领导的穆斯林攻占。